# Gynoplistia bilobata
Gynoplistia bilobata är en tvåvingeart som beskrevs av Alexander 1923. Gynoplistia bilobata ingår i släktet Gynoplistia och familjen småharkrankar. Inga underarter finns listade i Catalogue of Life.